# Jethro Tull (agrònom)
Jethro Tull (Basildon, Berkshire, 30 de març de 1674 − Hungerford, Berkshire, 21 de febrer de 1740) va ser un pioner de l'agricultura anglès que va ajudar a la revolució agrícola d'Anglaterra. Va perfeccionar una sembradora accionada per cavalls l'any 1701 que sembrava en línies de solcs i més tard una aixada accionada per cavalls. Els mètodes de Tull van ser adoptats per molts grans terratinents i van sentar la base de l'agricultura moderna.

## Biografia
Tull va néixer a Basildon, Berkshire, fill de Jethro Tull pare i de Dorothy Buckridge, i va ser batejat allà el 30 de març de 1674. Va estudiar al Saint John's College d'Oxford però sembla que no va obtenir un grau acadèmic.
Arran d'una malaltia pulmonar, viatjà per Europa i va ser influït per la Il·lustració i va donar un enfocament empíric a l'agricultura.

Tull morí a la Prosperous Farm a Hungerford i va ser enterrat a St Bartholomew's Church, Lower Basildon, Berkshire, on havia estat batejat.

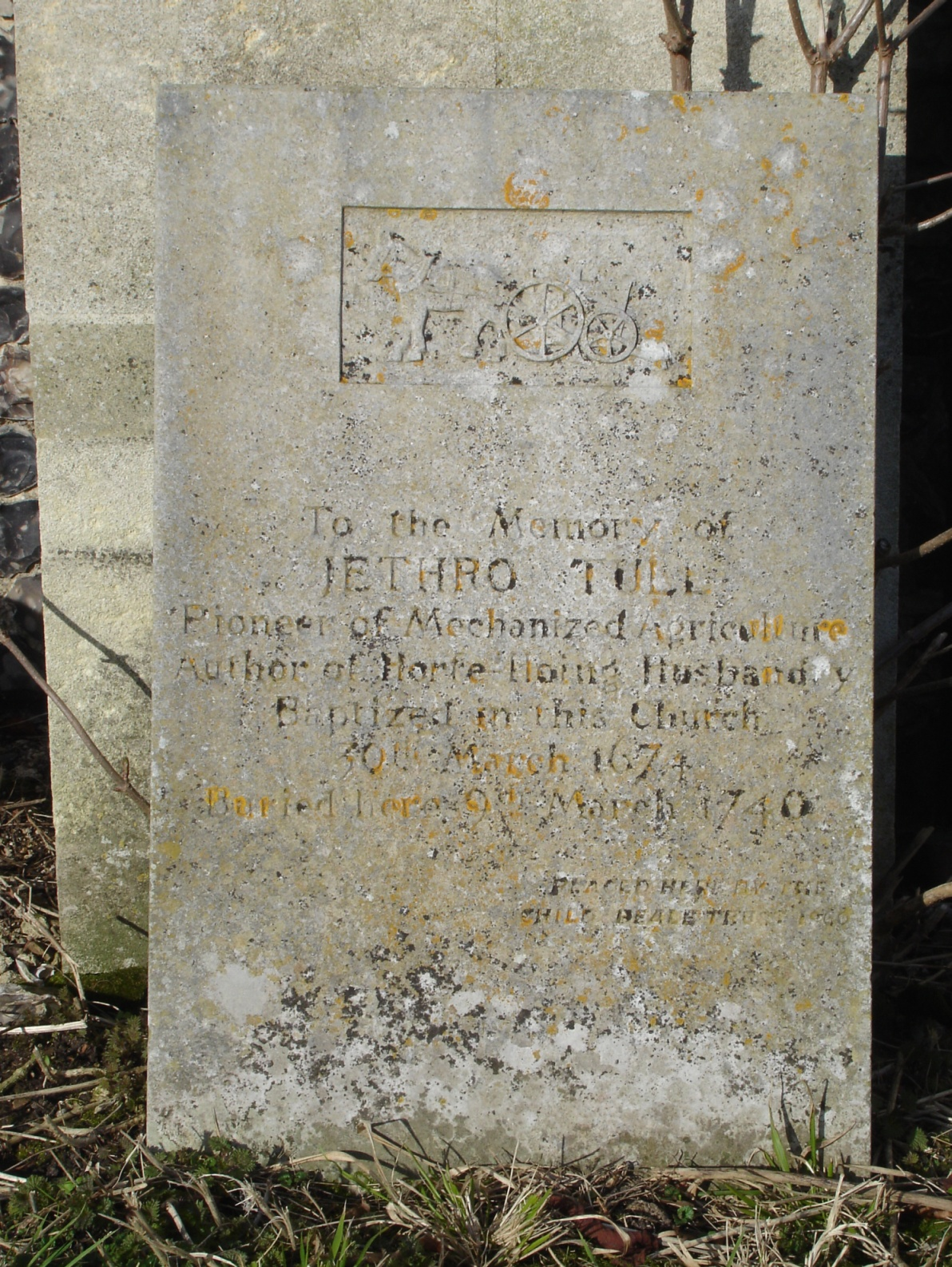
Tomba de Tull a St Bartholomew's, Lower Basildon, Berkshire, England.

## Invents
Jethro Tull innovà l'aparell de la sembradora ideada per sembrar la trepadella. Aquest aparell va ser abans suggerit per John Worlidge, cap a 1699, però sense evidència d'haver-lo construït. Tull la va fer servir l'any 1701. Tull preferí usar cavalls més que no pas bous i inventà una aixada moguda per cavalls per treure males herbes i va fer canvis en el disseny d'una arada que encara són visibles en les arades modernes. Pensava que no calia aplicar fertilitzants al sòl.